# Haus Kump (Münster)
Der zu Münsters Stadtteil Mecklenbeck gehörende Hof Haus Kump ist einer der  ältesten Höfe des Münsterlandes. Er besteht seit  dem Jahr 889. Der heute erhaltene Speicher wurde im Jahr 1549 erbaut und steht unter  Denkmalschutz.

## Geschichte
Besiedelt wurde das an der münsterschen Aa am heutigen Aasee gelegene Gebiet bereits in der Jungsteinzeit, wie Spuren belegen. Im 9. Jahrhundert wurde der zunächst noch nicht unter einem Namen bekannte Hof, der damals zu Gievenbeck gehörte, zur Versorgung des Domkapitels gebaut. Der spätere Schultenhof ist seit dem Jahre 1247 unter dem Namen „Kump“  bekannt. Im 19. Jahrhundert war Haus Kump ein beliebtes Ausflugslokal. 1987 wurde es von der Stadt Münster gekauft. Heute wird die Anlage vom Handwerkskammer-Bildungszentrum genutzt.